# Jerzy Loth
Jerzy Loth (ur. 4 sierpnia 1880 w Warszawie, zm. 30 września 1967 tamże) – polski geograf, etnograf, podróżnik i działacz sportowy.

## Życiorys

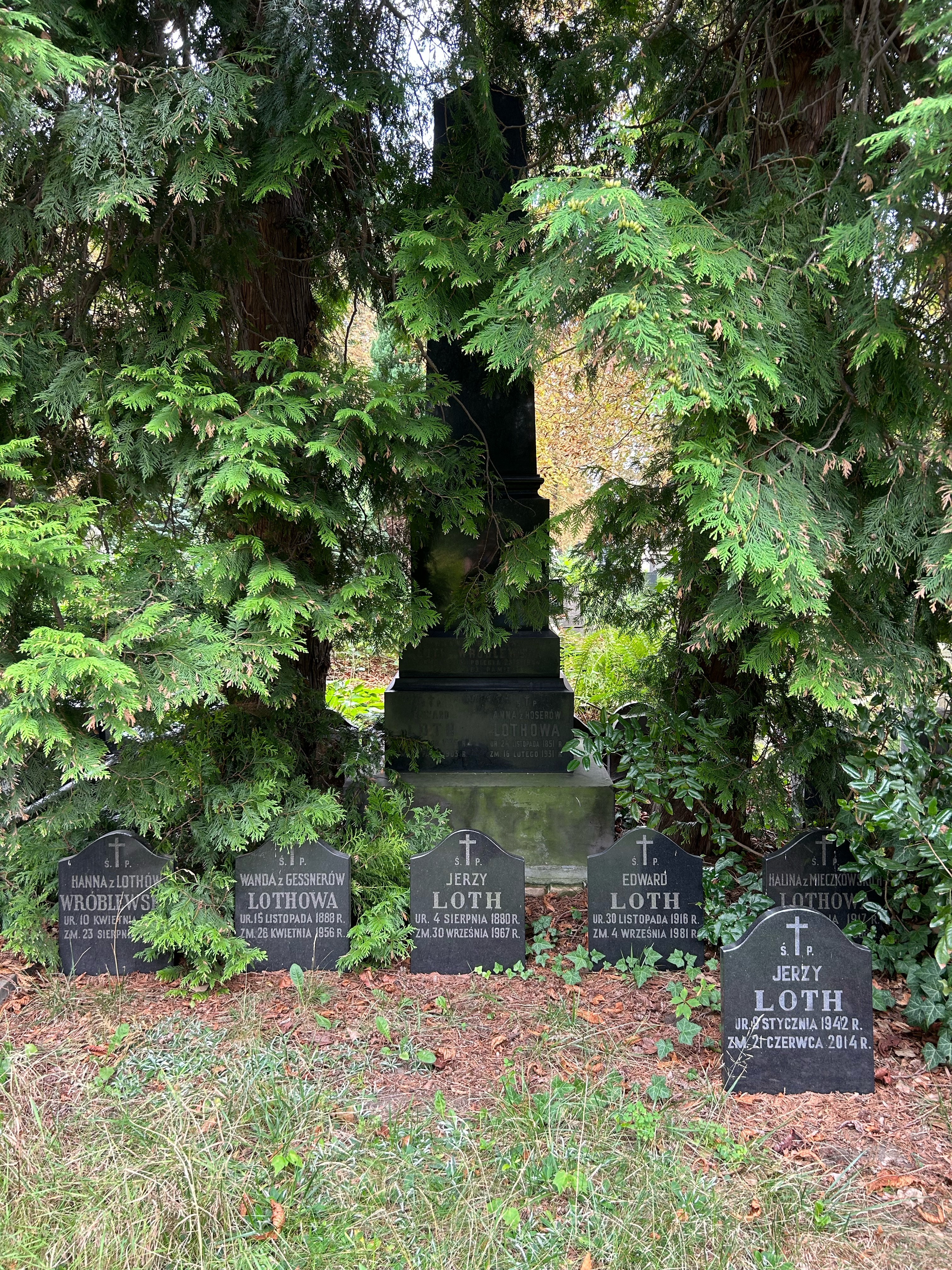
Grób prof. Jerzego Lotha na cmentarzu ewangelicko-augsburskim w Warszawie

Jerzy Loth urodził się w Warszawie, w rodzinie Edwarda Karola i Anny z Hoserów. Był starszym bratem Alfreda i Edwarda (1884–1944).
Ukończył studia na Uniwersytecie Jagiellońskim w Krakowie. Od 1915 wykładał geografię ekonomiczną i polityczną w Szkole Nauk Społecznych i Handlowych w Warszawie. Od 1917 także w Wyższej Szkole Handlowej. Na przełomie lat 20./30. był sekretarzem generalnym Polskiego Towarzystwa Geograficznego. W 1929 odbył wraz z Gietlem podróż przez całą Afrykę z Kapsztadu do Kairu. W 1931 założył pierwszy w Polsce Klub Rotary i był jego naczelnikiem. Odbył podróże naukowe po Afryce (Kair-Kapsztad), Ameryce Środkowej i Europie. W 1935 uzyskał exequatur jako konsul honorowy Republiki Nikaragua na obszar RP z siedzibą w Warszawie. Członek honorowy Royal Geographical Society (1930).
W latach 1945–1946 był rektorem Wyższej Szkoły Handlowej. W latach 1921–1964 wykładał na Uniwersytecie Warszawskim. W latach 1948–1961 był członkiem Międzynarodowego Komitetu Olimpijskiego, następnie członkiem honorowym.  
14 października 1911 zawarł związek małżeński z Wandą Gessner (1888–1956). Oboje zostali pochowani na cmentarzu ewangelicko-augsburskim w Warszawie (aleja 14, grób 37).

## Niektóre publikacje
Jerzy Loth był autorem licznych prac naukowych z dziedziny geografii oraz etnografii, zaangażowanym w prace Komitetu Słowiańskiego w Polsce.
- Wykład geografii ekonomicznej ziem Polski w granicach przedrozbiorowych (Warszawa 1921, wyd. II)[2]
- Afryka (Trzaska, Evert i Michalski, Warszawa, 1935)
- Geografia ekonomiczna ogólna (SGPiS, Warszawa, 1949, 1959)
- Geografia gospodarcza Polski (Państwowe Wydawnictwo Ekonomiczne, Warszawa, 1962)[8]

## Ordery i odznaczenia
- Krzyż Komandorski Orderu Odrodzenia Polski (1964)[9]
- Złoty Krzyż Zasługi (10 listopada 1933)[10]